# Antonio de Almeida
Antonio de Almeida (Penalva do Castelo, 1900 – Lisbona, 1984) è stato un medico e antropologo portoghese.
Dal 1935 insegnò a Lisbona e nel 1961 divenne accademico pontificio per i suoi meriti nello studio antropologico dell'Angola.